# Bộ Cau
Bộ Cau (danh pháp khoa học: Arecales) là một bộ trong thực vật có hoa. Bộ này được công nhận rộng rãi chỉ trong vài chục năm gần đây; cho đến trước đó, tên gọi được chấp nhận cho bộ bao gồm các loài thực vật trong bộ Cau mới đặt ra này là Principes.
Hệ thống APG II năm 2003 cũng như Hệ thống APG III năm 2009 công nhận bộ này và đặt nó trong nhánh Thài lài (commelinids) của thực vật một lá mầm và sử dụng định nghĩa sau:
- Bộ Arecales
Họ Arecaceae, tên gọi khác Palmae

Định nghĩa này là không thay đổi so với hệ thống APG năm 1998, mặc dù khi đó người ta dùng từ "commelinoids" thay vì commelinids. Theo Website của nhóm APG thì bộ này chứa 188 chi với khoảng 2.600 loài. Hệ thống APG IV năm 2016 bổ sung họ Dasypogonaceae vào bộ này.
Hệ thống Cronquist năm 1981 cũng tương tự ở cấp độ họ và bộ, nhưng đặt bộ này trong phân lớp Arecidae của lớp Liliopsida.
Hệ thống Thorne (1992) và hệ thống Dahlgren tương tự như vậy nhưng đặt bộ này vào siêu bộ Arecanae trong phân lớp Liliidae (= thực vật một lá mầm).

## Phát sinh chủng loài
Cây phát sinh chủng loài của bộ Cau so với các bộ thực vật một lá mầm khác trong nhánh Thài lài lấy theo APG III.
|  | Poales                                                        |
|  |                                                               |
|  | \| \| Commelinales \| \| \| \| \| \| Zingiberales \| \| \| \| |
|  |                                                               |
|  | Commelinales                                                  |
|  |                                                               |
|  | Zingiberales                                                  |
|  |                                                               |

|  | Commelinales |
|  |              |
|  | Zingiberales |
|  |              |

|  | Poales                                                        |
|  |                                                               |
|  | \| \| Commelinales \| \| \| \| \| \| Zingiberales \| \| \| \| |
|  |                                                               |
|  | Commelinales                                                  |
|  |                                                               |
|  | Zingiberales                                                  |
|  |                                                               |

|  | Commelinales |
|  |              |
|  | Zingiberales |
|  |              |